# Gerardo di Mâcon
Gerardo di Mâcon (IX secolo – 958 circa) è stato un vescovo e monaco cristiano franco, vescovo di Mâcon. È venerato come santo dalla Chiesa cattolica.

## Biografia
Gerardo era nato nel Belgio o nelle Fiandre nel IX secolo. Ha partecipato alla fondazione dell'abbazia di Cluny con Bernone che ne divenne il suo primo abate. Venne nominato vescovo di Mâcon in Borgogna che resse per 40 anni.
Nel 927 si ritirò nella sua tenuta di Brou a Bourg-en-Bresse dove eresse un monastero. Morì attorno al 958 e fu sepolto chiesa del monastero per poi essere trasferito alla chiesa di San Pietro Mâcon.

## Culto
Secondo il Martirologio Romano il giorno dedicato al santo è il 29 maggio:
(Martirologio Romano)